# 1991 în informatică
- 1990 în informatică — 1991 în informatică — 1992 în informatică

1991 în informatică a însemnat o serie de evenimente noi notabile:

## Premiul Turing
- Robin Milner